# Synod
Synod (z gr. Σύνοδος — zebranie, koniunkcja ciał niebieskich) – okazjonalne zgrupowanie przedstawicieli duchowieństwa i świeckich w kościołach chrześcijańskich.

## Synody w historii Kościoła
Teoretycznie pierwszy synod odbył się w Jerozolimie w ok. 49 roku (zwany również Soborem Apostolskim). Nie jest on jednak tożsamy z późniejszymi synodami biskupimi. 
- Pierwszy synod, co do którego nie ma wątpliwości, że się odbył, to dopiero synod rzymski z roku 154 pod przewodnictwem biskupa Rzymu Aniceta przy okazji wizyty Polikarpa ze Smyrny.
- Pierwszy synod, z którego zachowały się oryginalne akta to Synod w Elwirze ok. 300 r. (306?).
- Synody w Kartaginie
- Synod w Orange

## Kościół katolicki
Synod – w Kościele katolickim zebranie przedstawicieli duchowieństwa:
- diecezji – synod diecezjalny "Synod diecezjalny jest zebraniem wybranych kapłanów oraz innych wiernych Kościoła partykularnego, którzy dla dobra swej wspólnoty diecezjalnej świadczą pomoc biskupowi diecezjalnemu" (Kodeks Prawa Kanonicznego, kanon 460). Zgodnie z hierarchiczną strukturą Kościoła "jedynym ustawodawcą na synodzie diecezjalnym jest biskup diecezjalny, a inni członkowie synodu posiadają tylko głos doradczy" (kan. 466). Pomagają oni biskupowi rozpoznać wszechstronnie problemy diecezji i proponują możliwie najlepsze rozwiązania tych problemów,
- metropolii – synod prowincjonalny,
- całego kraju – synod plenarny.

Synodem Biskupów nazywane jest ciało doradcze papieża.

## Kościół prawosławny
Synod – w kościołach prawosławnych to stała rada biskupów działająca pod przywództwem zwierzchnika danego kościoła.
- Święty sobór
- Świątobliwy Synod Rządzący – organ rosyjskiego kościoła prawosławnego, wprowadzony w 1721 roku, w wyniku reform cara Piotra I Wielkiego.

## Kościół starokatolicki i protestancki
Synod – w kościołach protestanckich i starokatolickich to zjazd duchowieństwa i świeckich, będący organem władzy kościelnej w danym kraju.
- Synod Kościoła Ewangelicko-Augsburskiego w RP
- Światowy Synod Przywództwa Kościoła